# Три Отрока
Три́ О́трока — деревня в Новгородском районе Новгородской области, входит в состав Ракомского сельского поселения.
Расположена в Ильменском Поозерье, на берегу речки Прость. Ближайшие населённые пункты — деревни Старое Ракомо, Сапунов Бор.
Вероятно, название деревни связано с библейской легендой о Трёх отроках, хотя слово «отрок», кроме известного смысла — юноша, подросток, ранее обозначало также дружинника (воина), работника.

## История
Впервые деревня упоминается в писцовой книге под 1501 годом. На то время в ней находилось лишь три крестьянских подворья. До конца XV века деревней владел Благовещенский монастырь. Три Отрока упоминаются также в записях по поводу выделения некоему крестьянину Палке Самсонову участка близлежащего леса Борки под распашку и строительство двора.
Во время шведской интервенции в XVI веке деревня была полностью разорена, но спустя некоторое время заселена вновь. Второе опустошение случилось во время Великой Отечественной войны. Рядом с деревней находится братская могила, в которой захоронено более 700 советских солдат.
Ещё в поздние советские годы рядом с Тремя Отроками находились две деревни — Дуброво и Батурино, в настоящее время полностью исчезнувшие.